# سایگو جودو
سایگو جودو (به ژاپنی: 西郷 従道 Saigō Jūdō) یا سایگو تسوگومیچی (به ژاپنی: つぐみち)؛(۱ ژوئن ۱۸۴۳ – ۱۸ ژوئیهٔ ۱۹۰۲) یک فرد نظامی اهل ژاپن بود. وی برادر کوچکتر سایگو تاکاموری بود.
وی همچنین برندهٔ جوایزی همچون لژیون دونور (افسر بزرگ) شده‌است.